# 納徵
納徵是東亞傳統婚禮中的訂婚儀式，由男家進行。「纳」是的意思是聘财，而「征」就是「成」的意思，亦即是说男家需要纳聘礼后才可成婚的意思。又稱為過大禮、放定、下财、下定、下礼、下彩礼、过彩礼、过礼、行聘礼、行聘、行大盘、大聘，日本稱為「結納」（日语：／），朝鮮半島稱為「納幣」（：／），越南稱為「／」。納徵是《禮記》三書六禮中，六禮的其中一項，演變至今，遵守的人愈來愈少，而且儀式已經給簡化了許多，亦由於近世納采、納吉二禮往往與納徵合而為一，於是名稱也經常混用。

## 儀式
納徵當日男家先祭祖，告知祖先將會與女家訂婚。然後請媒人和親友送禮書、庚譜、禮金、禮品到女家。有些地區要求送聘禮者除媒人外須為两位或四位全福女性亲戚，而《儀禮》、《朱子家禮》、《明集禮》等則無此規定。男家送聘禮者和女家迎接者皆要盛裝打扮，女家迎接男家送聘禮行列，稍作招待後，男家人就送上禮書、庚譜、禮金、禮品，男家會把禮品逐一羅列，女家再按禮書點算。女家若滿意聘禮，會把禮書放於祖先神位前，然後祭祖告知祖先納徵之事，並送上回禮、答書給男家。
茶被赋予了婚姻中的“从一”意义， 寓意婚约一经缔结，便绝无反悔，这是男家对女家的要求，也是女家应尽的义务。所以纳征日“下茶”；订婚之礼曰茶礼；女子受聘则谓之吃茶。茶礼也为四色礼(茶、酒、糖、喜饼)之一，旧时若家境贫寒，出不起四色礼，其他三项可免，但茶礼却因其所代表的“从一”意义而万万不可缺。已经受过人家的“茶礼”，便有信守不渝的义务。
回禮
納徵回禮亦称回盘、答回、回情，日本稱為結納返（日语：結納返し）。女方收下男方的聘礼后，视情形给一定回礼。宋代時由于回礼多用盘捧上，所以称回盘。。各時代、地區的回禮都不盡相同，通常包括聘禮的一部份再另外加上其他物品。
招待男家人
之後再繼續招待男家人，最後送男家人離開。招待的形式簡繁不一，有簡單以茶點招待，亦有設盛宴款待者，完成后婚约便正式定立。

## 禮品
不同時代、地域的禮品差異很大，但一般皆有吉祥寓意或於婚禮時使用。

### 台灣
一般湊成六項（稱為「六物」）或十二項，亦有逕以禮金替代，於紅包上寫明各色禮品名稱。大抵上可包含
- 豬邊：豬肉，亦有以火腿、肉乾、肉鬆等代替者。
- 酒：二十四瓶，以符二十四節氣之用
- 麵線
- 四色糖：冬瓜糖、冰糖、桔糖、糖
- 頭花：雞冠花、蓮蕉花
- 米、糖：供搓湯圓之用
- 洗手雞、酒一瓶
- 桂圓
- 罐頭
- 南北貨
- 布料
- 皮包
- 皮鞋

### 朝鮮半島
會用一個稱為納幣函（或稱四柱函、婚書函、封采函）的箱子裝起大部份禮物和禮書（納幣書、物目）、四柱，然後用褓包起來。物品包括
- 青緞、紅緞，各用青紅簡紙（相反顏色）包裹，然後各用青紅絲繫上同心結
- 五囊：五色（綠、白、紅、藍、黃）錦囊。綠囊裝大棗，寓意子孫繁昌。白囊裝銀杏，代表夫婦、愛。紅囊裝栗子，寓意長壽、財富。藍囊裝棉籽，代表忠貞、安寧。黃囊裝紅豆，代表依止、和樂。各地區可能稍有差異。按照方位放於箱底（綠、紅、白、藍順時針放四角，代表東、南、西、北，黃色放中間，代表中央。
- 婚書、四柱
- 木雁
- 鏡子

## 回禮
女家收聘禮後需要回禮，各地風俗不同，回禮也有差異。